# Phát thải ròng bằng 0

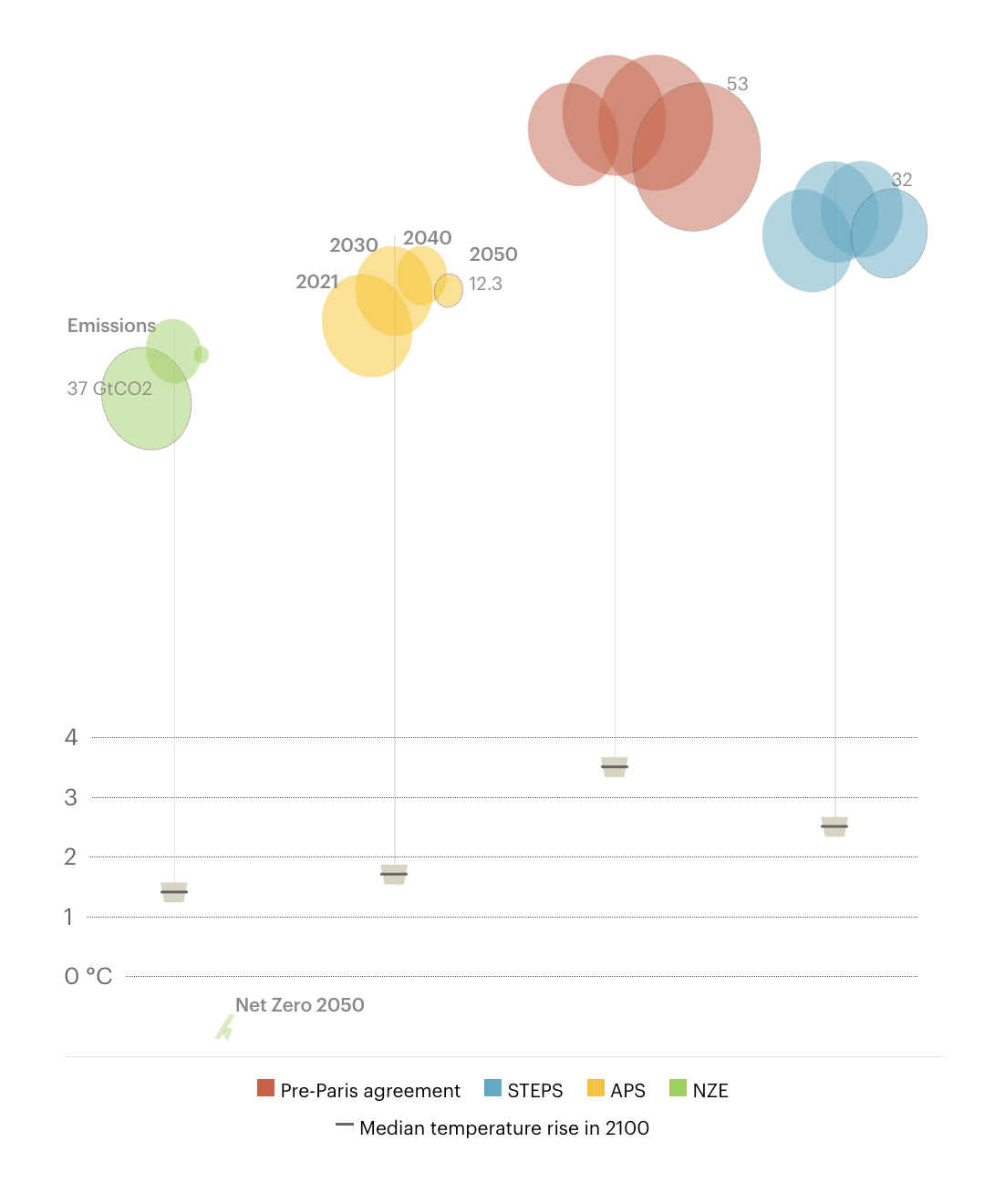
Ước tính nhiệt độ ấm lên toàn cầu tính tới 2100 trong những viễn cảnh khác nhau:
Xanh lá: Đề xuất của Cơ quan Năng lượng Quốc tế về việc giảm phát thải liên quan tới năng lượng cho tới mức ròng bằng 0 tính tới năm 2050 thì thống nhất với việc hạn chế ấm lên toàn cầu tới 1,5°C.
Vàng: Cam kết phát thải ròng bằng 0 và các cam kết giảm phát thải khác sẽ hạn chế việc tăng nhiệt độ lên khoảng 1,7°C.
Xanh dương: Vì các chính sách không hỗ trợ nhiều cam kết về khí hậu, các chính sách được công bố tính đến năm 2022 sẽ hạn chế tăng nhiệt độ ở khoảng 2,5°C.
Đỏ: Trước Thỏa thuận Paris năm 2015, thế giới đang trên đà ấm lên toàn cầu 3,5°C.

Phát thải ròng toàn cầu bằng 0 mô tả trạng thái mà tại đó lượng khí nhà kính do hoạt động của con người thải ra nằm ở mức cân bằng với lượng khí nhà kính được loại bỏ trong một khoảng thời gian nhất định. Trạng thái này cũng thường được gọi đơn giản là phát thải net zero. Trong một số trường hợp, thuật ngữ phát thải đề cập đến việc phát thải tất cả các loại khí nhà kính, nhưng trong những trường hợp khác thì nó chỉ đề cập đến việc phát thải khí carbon dioxide (CO2). Để đạt được mục tiêu phát thải ròng bằng 0 cần phải thực thi các hành động giảm phát thải như chuyển đổi từ năng lượng nhiên liệu hóa thạch sang các nguồn năng lượng bền vững. Các tổ chức thường bù trừ lượng khí thải còn lại bằng cách mua tín chỉ carbon.
Các thuật ngữ phát thải ròng bằng 0, trung hòa carbon và trung hòa khí hậu thường được sử dụng với cùng một ý nghĩa,: 22–24 nhưng trong một số trường hợp chúng lại có ý nghĩa khác nhau. Ví dụ, một số tiêu chuẩn đối với chứng nhận trung hòa carbon cho phép bù trừ một lượng carbon rất lớn nhưng các tiêu chuẩn phát thải ròng bằng 0 lại yêu cầu phải giảm lượng khí thải xuống hơn 90%, đồng thời sau đó chỉ được bù trừ 10% còn lại hoặc ít hơn để phù hợp với mục tiêu 1,5°C.
Trong vài năm trở lại đây, mục tiêu phát thải ròng bằng 0 đã trở thành khuôn khổ chính cho các hành động ứng phó với biến đổi khí hậu. Nhiều quốc gia và tổ chức đang đặt ra mục tiêu phát thải ròng bằng 0. Tính đến tháng 11 năm 2023, khoảng 145 quốc gia đã công bố hoặc đang xem xét mục tiêu phát thải ròng bằng 0, chiếm gần 90% lượng phát thải toàn cầu, trong đó bao gồm một số quốc gia trong những thập kỷ trước đã phản đối việc thực hiện các hành động ứng phó với biến đổi khí hậu. Mục tiêu phát thải ròng bằng 0 ở cấp quốc gia hiện bao phủ 92% GDP toàn cầu, 88% lượng khí thải và 89% dân số thế giới. 65% trong số 2.000 công ty đại chúng lớn nhất tính theo doanh thu hàng năm có mục tiêu net zero. Trong số các công ty Fortune 500, tỷ lệ này là 63%. Việc các công ty đặt mục tiêu net zero có thể xuất phát từ cả sự tự nguyện và quy định của chính phủ.
Các tuyên bố về mức phát thải ròng bằng 0 có sự khác biệt rất lớn về độ tin cậy, nhưng hầu hết đều có độ tin cậy thấp mặc dù số lượng bên cam kết và mục tiêu ngày càng tăng. Trong khi 61% lượng khí thải carbon dioxide toàn cầu được giải quyết theo một số loại mục tiêu phát thải ròng bằng 0 thì các mục tiêu đáng tin cậy chỉ giải quyết được 7% lượng khí thải. Độ tin cậy thấp này phản ánh tình trạng thiếu quy định ràng buộc cũng như nhu cầu cải tiến kĩ thuật và đầu tư liên tục để có khả năng thực hiện được các hoạt động khử carbon.
Cho đến nay, 27 quốc gia đã ban hành các đạo luật trong nước về mục tiêu phát thải ròng bằng 0. Đây là những đạo luật mà cơ quan lập pháp đã thông qua có chứa mục tiêu phát thải ròng bằng 0 hoặc tương đương. Hiện tại không có quy định tầm quốc gia nào yêu cầu các công ty có trụ sở tại quốc gia đó phải đạt được mục tiêu phát thải ròng bằng 0. Một số quốc gia, ví dụ như Thụy Sĩ, đang xây dựng quy định như vậy.

## Lịch sử và cơ sở khoa học
Ý tưởng về mức phát thải ròng bằng 0 xuất phát từ nghiên cứu vào cuối những năm 2000 về cách khí quyển, đại dương và chu trình carbon phản ứng với lượng khí thải CO2. Nghiên cứu này phát hiện ra rằng hiện tượng nóng lên toàn cầu sẽ chỉ dừng lại nếu lượng khí thải CO2 giảm xuống mức bằng 0. Mục tiêu phát thải ròng bằng 0 là mục tiêu cơ bản của Thỏa thuận Paris. Tuyên bố này nêu rõ rằng thế giới phải "đạt được sự cân bằng giữa lượng khí nhà kính do con người thải ra từ các nguồn và lượng khí thải mà các bể chứa loại bỏ được trong nửa sau thế kỷ này". Thuật ngữ "mức phát thải ròng bằng 0" trở nên phổ biến sau khi Ủy ban liên chính phủ về biến đổi khí hậu công bố Báo cáo đặc biệt về sự nóng lên 1,5°C toàn cầu (SR15) vào năm 2018, báo cáo này nêu rằng "Đạt được và duy trì mức phát thải CO2 toàn cầu do con người gây ra ròng bằng 0 và giảm cưỡng bức bức xạ không phải CO2 ròng sẽ ngăn chặn hiện tượng nóng lên toàn cầu do con người gây ra trong khoảng thời gian nhiều thập kỷ (độ tin cậy cao)."
Ý tưởng về mức phát thải ròng bằng 0 thường bị nhầm lẫn với "ổn định nồng độ khí nhà kính trong khí quyển". Đây là một thuật ngữ có từ Công ước Rio năm 1992. Hai khái niệm này là không giống nhau do chu trình carbon liên tục cô lập hoặc hấp thụ một tỷ lệ nhỏ lượng khí thải CO2 tích lũy do con người gây ra trong lịch sử vào thảm thực vật và đại dương. Điều này xảy ra ngay cả sau khi lượng khí thải CO2 hiện tại giảm xuống mức bằng không. Nếu nồng độ CO2 trong khí quyển được giữ không đổi thì vẫn có thể tiếp tục thải ra một lượng CO2 nhất định. Tuy nhiên, nhiệt độ bề mặt trung bình toàn cầu sẽ tiếp tục tăng trong nhiều thế kỷ do sự điều chỉnh dần dần của nhiệt độ sâu dưới đáy đại dương. Nếu lượng khí thải CO2 phát sinh trực tiếp từ các hoạt động của con người giảm xuống mức bằng 0 thì nồng độ CO2 trong khí quyển sẽ giảm với tốc độ đủ nhanh để bù đắp cho sự điều chỉnh dưới đáy đại dương. Kết quả sẽ là nhiệt độ bề mặt trung bình toàn cầu gần như không đổi trong nhiều thập kỷ hoặc nhiều thế kỷ.

### Các loại khí nhà kính
Có thể chạm tới mức phát thải ròng bằng 0 nhanh hơn nếu chỉ xét tới CO2 thay vì tính cả CO2 cộng với các loại khí nhà kính khác như methan, nitơ oxit và flo. Ngày đặt mục tiêu đạt được mức phát thải ròng bằng 0 đối với khí thải không phải CO2 sẽ muộn hơn một phần vì các nhà mô hình hóa cho rằng một số loại khí thải thuộc nhóm này, ví dụ như mêthan từ hoạt động nông nghiệp, thì khó loại bỏ hơn. Các loại khí tồn tại trong thời gian ngắn như mêthan sau khi phát thải thì không tích tụ trong hệ thống khí hậu theo cách giống như CO2. Do đó, không cần phải giảm chúng xuống mức 0 để ngăn chặn hiện tượng nóng lên toàn cầu vì việc giảm phát thải loại khí này sẽ làm giảm ngay lập tức lực bức xạ phát ra. Lực bức xạ là sự thay đổi trong cân bằng năng lượng của Trái Đất mà chúng gây ra. Tuy nhiên, những loại khí mạnh nhưng tồn tại trong thời gian ngắn này sẽ khiến nhiệt độ tăng cao trong thời gian ngắn, từ đó nhiệt độ có thể bị đẩy tăng lên vượt quá ngưỡng 1,5°C sớm hơn nhiều. Mục tiêu phát thải ròng bằng 0 nghiêm ngặt sẽ bao gồm tất cả các loại khí nhà kính, từ đó đảm bảo rằng thế giới cũng sẽ khẩn trương giảm phát thải các loại khí không phải CO2.
Một số mục tiêu được đặt ra chỉ hướng tới mức phát thải ròng bằng 0 đối với carbon dioxide. Một số khác đặt mục tiêu đạt được mức phát thải ròng bằng 0 đối với tất cả các loại khí nhà kính. Các tiêu chuẩn ròng bằng 0 nghiêm ngặt này nêu rõ rằng, mục tiêu của một bên hành động nhất định cần phải bao quát tất cả các loại khí nhà kính.
Một số tác giả cho rằng các chiến lược trung hòa carbon chỉ tập trung vào carbon dioxide, nhưng mục tiêu phát thải ròng bằng 0 bao gồm tất cả các khí nhà kính. Tuy nhiên, một số ấn phẩm, chẳng hạn như chiến lược quốc gia của Pháp, sử dụng thuật ngữ "trung hòa carbon" để chỉ việc giảm ròng tất cả các loại khí nhà kính. Hoa Kỳ đã cam kết đạt được mục tiêu phát thải "bằng 0" vào năm 2050. Tính đến tháng 3 năm 2021, quốc gia này vẫn chưa chỉ định loại khí nhà kính nào sẽ được đưa vào mục tiêu của mình.

## Phương thức tiếp cận

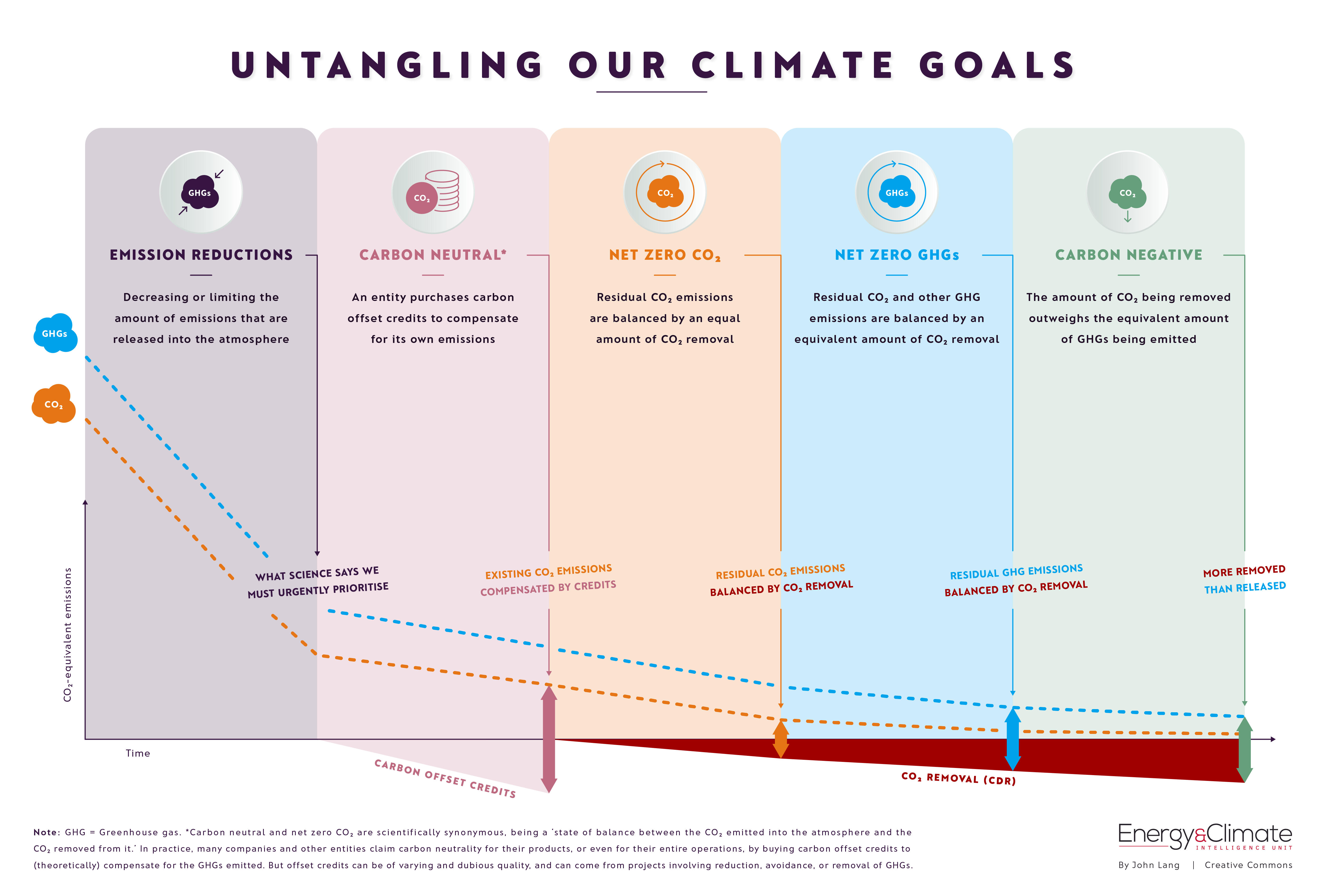
Thuật ngữ 'trung hòa carbon' và 'net zero' thường được sử dụng thay cho nhau bởi các chính trị gia, thương gia và nhà khoa học. Mọt số chuyên gia sử dụng hai thuật ngữ này một cách khác nhau, như được minh hoạt bởi biểu đồ này.

Một bên có thể lập kế hoạch đạt được mức phát thải ròng bằng 0 thông qua việc kết hợp nhiều phương pháp, bao gồm (1) các hành động nhằm giảm lượng khí thải của chính mình, (2) các hành động nhằm giảm lượng khí thải của những bên khác (bên thứ ba) và (3) các hành động nhằm loại bỏ trực tiếp carbon dioxide khỏi khí quyển (bể chứa carbon).

### Giảm phát thải
Các tiêu chuẩn phát thải ròng bằng 0 đối với tất cả các loại khí nhà kính yêu cầu các bên liên quan phải giảm lượng khí thải của mình càng nhiều càng tốt theo lộ trình dựa trên khoa học. Sau đó, họ phải cân bằng lượng khí thải còn lại của mình bằng cách loại bỏ và bù trừ.: 12  Điều này thường liên quan đến việc chuyển đổi từ nhiên liệu hóa thạch sang các nguồn năng lượng bền vững. Lượng khí thải còn lại là lượng khí thải mà nếu giảm thì sẽ không thực tế vì lý do công nghệ.
Các chuyên gia cũng như các khuôn khổ phát thải ròng bằng 0 vẫn chưa thống nhất về tỷ lệ phần trăm chính xác của lượng khí thải còn lại có thể được phép. Hầu hết các hướng dẫn đều cho rằng tỉ lệ này chỉ nên giới hạn ở một phần nhỏ trong tổng lượng khí thải. Các yếu tố địa lý và ngành nghề sẽ quyết định con số chính xác. Sáng kiến Mục tiêu dựa trên khoa học nêu rõ rằng lượng khí thải còn lại ở hầu hết các lĩnh vực phải giảm xuống dưới 10% lượng khí thải cơ bản của một tổ chức vào năm 2050. Tỉ lệ này thậm chí còn thấp hơn đối với một số ngành có các lựa chọn thay thế cạnh tranh như ngành điện. Các ngành khó giảm thiểu khí thải hơn như công nghiệp nặng thì có thể sẽ có tỷ lệ khí thải còn lại cao hơn vào năm 2050.

### Loại bỏ và bù trừ carbon
Để cân bằng lượng khí thải còn lại, các bên có thể thực hiện các hành động loại bỏ carbon dioxide trực tiếp khỏi khí quyển và cô lập nó. Ngoài ra, họ có thể mua thêm tín chỉ carbon để "bù trừ" lượng khí thải. Tín dụng carbon có thể được sử dụng để tài trợ cho các dự án loại bỏ carbon như tái trồng rừng.
Biện pháp bù trừ carbon đã bị chỉ trích trên nhiều phương diện, một trong những mối lo ngại quan trọng là việc biện pháp này có thể làm chậm quá trình cắt giảm phát thải tích cực. Trong báo cáo năm 2007 của Viện xuyên quốc gia, Kevin Smith ví việc bù trừ carbon như thú vui thời trung cổ. Ông cho biết biện pháp này cho phép mọi người trả tiền cho "các công ty bù trừ để giải thoát bản thân khỏi tội lỗi từ việc thải carbon". Ông cho biết điều này dẫn tới việc mọi người vẫn có thái độ "kinh doanh như thường lệ", từ đó kìm hãm những thay đổi lớn cần thiết. Nhiều người đã chỉ trích biện pháp bù trừ vì nó đóng một vai trò nhất định trong việc tẩy xanh. Lập luận này xuất hiện trong phán quyết của cơ quan giám sát năm 2021 chống lại Shell.
Việc quản lý lỏng lẻo các phương án bù trừ carbon kết hợp với những khó khăn trong việc tính toán lượng khí nhà kính phải bị cô lập và giảm phát thải cũng làm dấy lên nhiều chỉ trích. Lập luận này cho rằng điều này có thể dẫn đến các phương án không bù trừ đủ lượng khí thải trong thực tế. Đã có những động thái nhằm tạo ra các quy định tốt hơn. Liên Hợp Quốc đã vận hành quy trình chứng nhận bù trừ carbon kể từ năm 2001. Đây được gọi là Cơ chế phát triển sạch. Nó nhằm mục đích kích thích "phát triển bền vững và giảm phát thải, đồng thời trao cho các nước công nghiệp một số sự linh hoạt trong cách họ đáp ứng các mục tiêu hạn chế giảm phát thải của mình".
Hầu hết các tín chỉ carbon trên thị trường tự nguyện hiện nay không đáp ứng các tiêu chuẩn của Liên Hợp Quốc, UNFCCC, ISO hoặc Sáng kiến Mục tiêu dựa trên Khoa học (SBTi) về việc loại bỏ carbon dioxide vĩnh viễn. Vì vậy, có lẽ cần phải đầu tư đáng kể vào việc thu giữ carbon và lưu trữ địa chất vĩnh viễn để đạt được mục tiêu phát thải ròng bằng 0 vào giữa thế kỷ.

## Thực thi
Kể từ năm 2015, đã có sự tăng trưởng đáng kể về số lượng các chủ thể cam kết đạt mức phát thải ròng bằng 0. Nhiều tiêu chuẩn đã xuất hiện để giải thích khái niệm phát thải ròng bằng 0 cũng như đo lường tiến độ hướng tới mục tiêu này.: 38  Một số trong những tiêu chuẩn này thì nghiêm ngặt hơn những tiêu chuẩn khác. Một số người đã chỉ trích các tiêu chuẩn yếu kém là tạo điều kiện cho việc tẩy xanh.: 38  Liên Hợp Quốc, UNFCCC, Tổ chức tiêu chuẩn hóa quốc tế (ISO) và Sáng kiến Mục tiêu dựa trên Khoa học (SBTi) thúc đẩy việc đặt ra các tiêu chuẩn nghiêm ngặt hơn.
"Nhóm chuyên gia cấp cao của Liên Hợp Quốc" về cam kết phát thải ròng bằng 0 của các tổ chức phi quốc gia đã đưa ra một số khuyến nghị cho các chủ thể phi quốc gia, tức bao gồm các thành phố, chính quyền khu vực, tổ chức tài chính và tập đoàn. Một trong số những khuyến nghị đó là việc không tài trợ cho việc phát triển nhiên liệu hóa thạch mới, đồng thời nên ủng hộ các chính sách khí hậu có tính chất mạnh mẽ và đảm bảo rằng các hoạt động kinh doanh và đầu tư không góp phần vào nạn phá rừng.:12–13 
65% trong số 2.000 công ty đại chúng lớn nhất tính theo doanh thu hàng năm có mục tiêu đạt mức phát thải ròng bằng 0. Trong số các công ty Fortune 500, tỷ lệ này là 63%. Mục tiêu của các công ty có thể xuất phát từ cả việc tự nguyện hành động cũng như các quy định của chính phủ.